# Референдум в Лихтенштейне (1937)
Референдум в Лихтенштейне по запрету коммерческих центров проходил 22 августа 1937 года. Референдум был одобрен 59,1 % голосов.

## Контекст
Это был факультативный референдум муниципального происхождения, проводившийся в соответствии со Статьёй № 66 Конституции, по которой законопроект, принятый Ландтагом 24 августа 1937 года, стал предметом запроса о всеобщем голосовании в более чем 3 из 11 муниципалитетов страны.

## Результаты
| Выбор                               | Голоса | %    |
| ----------------------------------- | ------ | ---- |
| За                                  | 1 294  | 59,1 |
| Против                              | 896    | 40,9 |
| Недействительных/пустых бюллетеней  | 113    | -    |
| Всего                               | 2 303  | 100  |
| Зарегистрированных избирателей/Явка | 2 545  | 90,5 |
| Источник: Démocratie Directe        |        |      |